# الحرمان (فلم)
الحرمان، فيلم سينمائي درامي مصري إنتاج 1952 إخراج: عاطف سالم، تأليف: نيروز عبد الملك تمثيَل: عماد حمدي، فيروز، زوزو ماضي، عبد السلام النابلسي، زينات صدقي، نجمة إبراهيم.

## قصة الفيلم
يقوم الأب فاضل (عماد حمدي) بتربية طفلته منى (نيللي) ورعايتها إذ أن أمها وفاء (زوزو ماضي) تتركها وتنشغل بعملها الذي يأخذ منها كل وقتها، ومن أجله تترك زوجها وطفلتها، تذهب الطفلة مع والدها للعمل فهي لا تجد من يرعاها وفي أحد الأيام تكون سببًا في وقوع حادثة لوالدها تشعر بذنبها فتهرب حتى لا تقع تحت طائلة العقاب. يبدأ الوالد في البحث عنها وتكون نقطة التقاء بين أبويها اللذان يعثران عليها في النهاية ويلتئم شمل الأسرة مرة أخرى.

## القصة الكاملة
يعيش المهندس فاضل (عماد حمدي) في الإسكندرية مع زوجته وفاء (زوزو ماضى) الممثلة المسرحية، والتي تهمل بيتها وابنها الصغير من أجل تطلعاتها الفنية مما يتسبب في موت ابنها الصغير، وحينما يهبهم الله ابنة جميلة، تهمل أيضاً في رعايتها مما كاد يتسبب في موتها، وحاول فاضل مع زوجته لتهتم ببيتها ولكنها صمت أذنيها، فأخذ ابنته الصغيرة منى (نيللى) ورحل للقاهرة، وفي القطار تعرف على السيدة لطيفه (زينات صدقي) والتي دعته للسكنى في حلوان والعمل في أحد مصانعها، وساعدته في تربية منى مع زوجها معلم المزيكا الاستاذ سيكا (عبد السلام النابلسي). كبرت منى وبلغت ثمان سنوات (فيروز) وعندما زادت تساؤلاتها عن أمها، اضطر فاضل لإرسال خطاب إلى امها وفاء يستطلع رأيها إن كانت ترغب في رؤية ابنتها. كانت وفاء تتعذب لغياب ابنتها بعد أن تمكنت الأمومة من مشاعرها فإنشغلت عن المسرح بالبحث عن ابنتها، مما أدى لطردها من الفرقة وتدهورت حالتها وأخذت في بيع متاعها لكى تنفق على نفسها. اضطر فاضل للتأخر في العمل وأرسل سائق المصنع لإحضار منى من المدرسة والتي أمسكت بذراع الكهرباء وأعادت الكهرباء أثناء إصلاح والدها إحدى الماكينات مما أدى لإصابته، وهددتها الست لطيفه بأن والدها سيعاقبها بقطع يدها مما أدى لهروبها. هامت منى على وجهها حتى غلبها النعاس من التعب امام أحد المنازل حيث استضافها صاحبه جابر (محمود لطفي) سائق القطار، ولكن زوجته بهية (نجمة إبراهيم) كانت امرأة قاسية القلب، فسخرتها في أعمال البيت وقصت لها شعرها وألبستها ملابس ابنها عادل (وجيه الأطرش) القديمه، فلما زادت من قسوتها هربت منها، في الوقت الذي استطاع فيه فاضل التوصل لمكانها. ركبت منى القطار لا تلوى على شئ، وأمسك بها كمسارى القطار (عبد الغنى النجدي) فدفعت لها ثمن التذكرة أمها وفاء وهي تعتقد أنها ولد. حاولت وفاء أن تأخذ معها بندق إلى منزلها لأنها إرتاحت له ولكنها رفضت. استقر المقام بمنى في القبارى حي الجمرك بالإسكندرية حيث تعرفت على سائق العربة الكارو المعلم عوف (عدلي كاسب) واستضافها في منزلة مع والدته (ثريا فخري) على أنها ولد اسمه بندق، حيث ساعدته في أعماله مقابل الإقامة وآجر رمزي. إلتقى فاضل بزوجته وفاء وبدءا رحلة البحث عن منى. تمكنت منى بطريقة غير مباشرة من مساعدة البوليس في الكشف عن عصابة التهريب، مما جعل الصحافة تنشر صورتها، ورآها فاضل فعرفها وسعى إلى القبارى وإلتقى مع ابنته التي عادت لأحضان والديها.

## فريق العمل
- إخراج: عاطف سالم
- تأليف: نيروز عبد الملك
- تمثيل:
  - عماد حمدي... فاضل
  - فيروز... منى
  - زوزو ماضي... وفاء
  - عبد السلام النابلسي... الأستاذ سيكا
  - زينات صدقي... لطيفة
  - نجمة إبراهيم... بهية
  - عدلي كاسب... المعلم عوف
  - ثريا فخري... أم المعلم عوف
  - عبد الحميد زكي... '
  - محمود لطفي... جابر سائق القطار
  - وجيه الأطرش... الطفل عادل
  - نيللي... منى (طفلة)
  - عبد الغني النجدي... كمسارى القطار
  - علية فوزي... فاطمه المربيه
  - عبد الحميد بدوي... مدير المسرح
  - عبد العظيم كامل... الممثل المسرحى
  - إبراهيم حشمت... طبيب النساء
  - سلامة إلياس... ضابط الاسكندريه
  - رشاد حامد... ضابط القبارى
  - منير الفنجري... المعلم سلطان
  - أحمد الجزيري... موظف التليغراف
  - عباس رحمي... طبيب المستشفى
  - إستر شطاح... '
  - زينب محمد... حميدة
  - محمد أبو السعود... '
  - ميرفت... زميلة فيروز في المدرسة
  - علي المعاون... '
  - عبد الحليم القلعاوي... زميل فاضل

## روابط خارجية
- مقالات تستعمل روابط فنية بلا صلة مع ويكي بيانات